# Maren Morris
Maren Larae Morris (Arlington, 10 de abril de 1990) é uma cantora, compositora e produtora musical de música country americana. Desde sua estreia, lançou 6 álbuns de estúdio. Em 2015, seu extended play (EP) Maren Morris figurou na Billboard 200. Seu primeiro álbum de estúdio, Hero, alcançou a quinta posição na Billboard 200 e a primeira posição na parada Top Country Albums. Morris também faz parte do projeto The Highwomen, grupo que também conta com Brandi Carlile, Amanda Shires e Natalie Hemby.
Seu primeiro álbum, Walk On, foi lançado em 2005. O single de estreia, My Church, atingiu o primeiro lugar da parada Country Digital Songs em 2016, além de alcançar o top cinco no US Hot Country Songs e ganhar o Grammy Award para melhor desempenho solo de country. O terceiro single, I Could Use A Love Song, foi o primeiro a atingir o número um da parada US Country Airplay. Seus vocais aparecem em The Middle, uma colaboração com o DJ Zedd e o duo eletrônico Grey, lançada em janeiro de 2018, que atingiu a posição cinco da Billboard Hot 100 e recebeu indicações em três categorias nos Grammy Awards de 2019. O segundo álbum de Morris, Girl, foi lançado em 8 de março de 2019, pela gravadora Columbia Nashville, com a faixa-título sendo também o principal single. O álbum alcançou novamente o topo da parada Top Country Albums e chegou à posição quatro na Billboard 200, ao mesmo tempo que Morris atingia pela primeira vez o top 15 da Billboard Hot 100 com o single "The Bones", que chegou à décima segunda posição.

## Vida
Morris nasceu em Arlington, no Texas, filha de Greg e Kellie Morris. Aos doze anos, seu pai comprou-lhe um violão com o qual ela inicou sua paixão pela música. Sua carreira musical foi iniciada em 2005, com o lançamento de Walk On, seu primeiro álbum de estúdio, em 14 de junho de 2005.
Continuamente, lançou All That It Takes, em 22 de outubro de 2017, por intermédio da Smith Entertainment. Em 2011, lançou Live Wire, por intermédio da Mozzi Blozzi Music. Em 2016, lançou seu principal álbum de estúdio, Hero, o qual recebeu aclamação crítica. Em Nashville, compôs canções para outros artistas, incluindo Tim McGraw e Kelly Clarkson.